# Paraplaneta
Cataclysme là một chi bướm đêm thuộc họ Geometridae. Nó còn có tên đồng nghĩa là Cataclysme.